# ¿Dónde está la franja amarilla?
¿Dónde está la franja amarilla? es un libro escrito a manera de ensayo por William Ospina en marzo de 1996. Su título es una alusión a la bandera y los partidos políticos tradicionales. Se compone de cuatro ensayos: 1) Lo que le falta a Colombia; 2) Colombia, el proyecto nacional y la franja amarilla; 3) Sobre Bogotá; y 4) Estanislao Zuleta: la amistad y el saber.

## Contenido del libro

### Lo que le falta a Colombia
Ospina hace un análisis crítico del desarrollo histórico de Colombia, invitando a los colombianos a hacer una fuerte reflexión sobre sí mismos y su entorno. Inicia enunciando la falta de identidad del pueblo colombiano. Explica que aunque Colombia se sienta hija de la revolución francesa, creyéndose una república liberal, en realidad es una sociedad señorial colonizada. 
Ospina prosigue recriminando la falta de identidad de la nación y su capacidad de ignorar que nada en el país funciona bien. Afirma que desde la independencia, la nación ha sido controlada por unas pocas familias que se han dedicado a impedir y traicionar el desarrollo económico de la nación, en pro únicamente de su beneficio. 
En  cuanto al estado, lo describe como una absoluta contradicción que ha acostumbrado a sus ciudadanos a la mediocridad: "Un estado que no existe en lo absoluto, y a la vez existe infinitamente... El Estado colombiano no existe si se trata de ofrecer seguridad social y protección a los ciudadanos, de proporcionar una buena cobertura sanitaria y educativa, de garantizar derechos fundamentales como la igualdad ante la ley, la dignidad individual, de actuar como garante de la promoción de empleo y de ocuparse de castigar los delitos... Por otro lado, el Estado colombiano sí se encuentra presente cuando hablamos de saquear las arcas públicas, obstaculizar a la ciudadanía, perseguir tanto a vendedores ambulantes como indigentes y, por último, lucrarse de los bienes de la comunidad".

### Colombia, el proyecto nacional y la franja amarilla
Aunque el ensayo anterior podría dar a entender que el país no tiene arreglo. Ospina piensa que sí, la sociedad debe apropiarse de su destino. Los colombianos deben recuperar la confianza en sí mismos (dejar de pensar que lo mejor es extranjero) y creer que la transformación es posible. Se debe hacer un contrato social en el que en vez de buscar el bien propio se consiga el beneficio de la comunidad. Los colombianos deben aceptar su diversidad cultural y verla como una ventaja: "Bastaría una sola cosa para que Colombia cambie hasta lo inimaginable. Bastaría que cada colombiano se hiciera capaz de aceptar al otro, de aceptar la dignidad de los que es distinto, y se sintiera capaz de respetar lo que no se le parece. Ese es el cambio a la vez vasto y sutil del que hablaba. Esa es tal vez la única revolución que necesita Colombia".
El autor propone dejar a un lado el azul y el rojo, diferencias políticas plasmadas a través de los colores de los partidos políticos (liberales y conservadores) y trabajar en un gran proyecto nacional de unidad social en que quepan todos los colombianos. 

### Sobre Bogotá
En este ensayo, el autor hace un recuento histórico del establecimiento de Bogotá como capital de la nación. Argumenta que ha sido una ciudad aislada por cordilleras, y de la realidad del resto del país. Una ciudad en la que se centraron los recursos, donde hasta poco tiempo solo vivían los ilustres de la nación y que miraba con desprecio a los demás habitantes de la nación. 
Una ciudad que hasta principios del siglo XX tenía una tasa poblacional baja. Después de los desplazamientos masivos generados por la violencia de mitad de siglo, se vio invadida de personas de todo el país. Entonces empezó a crecer de manera errática y hasta el momento no ha logrado generar un verdadero plan de desarrollo.

### Estanislao Zuleta
Finalmente, Ospina dedica un documento a su maestro y gran influencia, Estanislao Zuleta. Narra como estuvo presente desde su infancia y que fue gracias a él que decidió tomar el camino de las letras, entendiendo que la educación va más allá de las aulas. Aquí deja ver la gran admiración que le profesa.

## Impacto cultural
El libro ha recibido reconocimiento a diferentes medios de comunicación. Ha sido insumo para debates sobre el futuro del país y las posibles alternativas que tiene para cambiar su futuro, especialmente durante el proceso de paz colombiano. El autor ha prestado el título de su libro para ser utilizado en movimientos universitarios que piden la paz nacional.
Además, ha sido tomado como argumento de análisis político de otros países, tal es el caso del periódico El Mundo que aprovechó la propuesta tratar las diferencias del "otro" como oportunidad para abordar los conflictos internos por los que está pasando España.